# قشبة
قرية قشبة الجبلية تتبع لمنطقة الحفة في محافظة اللاذقية.
قرية قشبة ..
ليس شيءٌ أسرع في خراب الأرض .. ولا أفسد لضمائر الخلق .. من الظلم والعدوان .. ولا يكون العمران .. حيث يظهر الطغيان ..
قرية طيبة مسالمة بينها وبين قرانا قرابات ومصاهرات .. حل بها ظلم لم تشهده قرية في سورية لقد ذبح وقتل فيها اطفال ونساء وشيوخ وشباب ومن عائلة واحدة فقط ..
( آل فاتح ) ..
في يوم عيد الفطر عام 2013 .. فقط لانهم من ابناء الاكثرية المظلومة والمضطهدة .. انها القرية المكلومة ..
قرية قشبة ..
قرية جميلة رائعه فيها الاصالة والشموخ مثل ماؤها المتدفق من بين الصخور طيبة ونقاء وعذوبة ..
قرية مظلومة كقرانا بل هي اخت قرانا ..
قرية قشبة الشقراء التي عبس بها الاشرار .. قتلوا افراخها وخربوا اعشاشها الجميلة .. وهجروا طيورها ..
تتبع منطقة الحفة .. محافظة اللاذقية .. الجبال الساحلية الشمالية السورية ..
تشرف قرية قشبة على البحر المتوسط من بُعد .. ويحيط بها بحر أخضر من الشجر الذي يكلل وديانها وأحراجها وبساتينها . وخلال أقل من ساعة يمكن لزائرها العودة و الوصول إلى مدينة اللاذقية عبر بلدة الحفة
ويحيط بها واديان عميقان هما وادي عرامو في الشمال .. ووادي حنا في الجنوب و الغرب ..
تقع الى الشرق من بلدة الحفة وتبعد عنها 11 كم ..
كما وتبعد عن مدينة اللاذقية 35 كم ..
وعن قرية سلمى 13 كم وترتفع عن سطح البحر 860 متر
اول من سكن قشبة هم آل فاتح وحسب المصادر جاؤا الى المنطقة عام 1603م ..
تجمعت نواة قشبة القديمة بالقرب من عين الماء ..عين الكبيرة .. على شكل منازل متلاصقة تشبه الحصون في بنائها وهي مزدانة بالأدراج و القناطر والمداخل الجميلة والنوافذ العالية و عليها رسوم و زخارف وتعتبر دار حسن آغا آل فاتح وهو الجد الأكبر لعائلة الفاتح في قشبة واللاذقية ويعود بناؤها الى عام 1067 هجري ومازالت قائمه الى هذه اللحظة وهي من أقدم دور القرية وتسمى حسب عرف اهل المنطقة (الأوضة ) وهي آثار وعمائر توضح الدور الإداري و الاجتماعي الهام الذي قامت به القرية في العقود و القرون الماضية
حيث تجتمع فيها ثلاثة نماذج عمرانية ويتجاوز الليوان و المدخل المقنطر مع سقوف القرميد الأحمر و الحجر السكري اللون وحجارة البلوك الإسمنتي الجديدة ..
انتشرت فيها البيوت الطابقية و الفيلات التي تحيط بها البساتين و الحدائق مسايرة الطريق العام يكتنف القرية جبل الراس أو جوبة الحمرا وقد كان مغطى بغابة من أشجار السنديان ..
كان من أهم آثار قشبة البرج الأيوبي ويقع فيها مقام على تلة مخروطية الشكل تظهر من سائر الجهات وفيها بناء المدرسة الريفية القديمة التي أحدثت عام 1958 م ..
يقع في جنوب غرب القرية مجموعة من الخرائب السكنية القائمة في موقع القعادة والتي يعتقد أنها قرية قشبة القديمة ..حيث تظهر أساسات المباني المتهدمة و المعاصر الحجرية و المقابر فضلاً عن النواويس العديدة وهي مدافن أسرية بيزنطية ..ظلّ أهل الحفة لسنوات طويلة يشربون من نبع قشبة حيث كان يعبّئ صهريج من هذا النبع ويدور على أحياء المدينة ليبيعهم ماء الشرب ..وكان .. أبو فراس فاتح .. هو صاحب هذا الصهريج وهو الذي كان يبيع لكل أحياء الحفة من مياه نبع قشبة ..
اسماء بعض الاراضي الزراعية في قشبة ..
البياضة .. المرخات .. المزرعة .. القلع .. الوطا .. المرج .. البرج .. البوابه .. الطاحون .. المؤسسة .. المقبرة .. الفرن .. المستوطف .. الجامع القديم .. الكشيفة .. القعادة .. الفيشه .. التنور .
أراضي الشماليه .. أراضي السلاطه .. أراضي الخندق .. اراضي القعاده ..المقعد .. جوزة أم عدنان .. الحارة الفوقانية .. ريف جمس .. دكان أم سامي .. دكان المختار ....حاكور الدوني .. حاكورة لجرن .. زاروب الهوى .. زواريب بيت غصن ..جورة المراب ..العين الصغيرة .. عين البيضا .. نبع كزيله .. نبع الحجي ..
حيث تظهر أساسات المباني المتهدمة والمعاصر الحجرية والمقابر فضلاً عن النواويس العديدة وهي مدافن أسرية بيزنطية ..ظلّ أهل الحفة لسنوات طويلة يشربون من نبع قشبة حيث كان يعبّئ صهريج من هذا النبع ويدور على أحياء المدينة ليبيعهم ماء الشرب ..
وكان .. أبو فراس فاتح .. هو صاحب هذا الصهريج وهو الذي كان يبيع لكل أحياء الحفة من مياه نبع قشبة ..
اسماء بعض الاراضي الزراعية في قشبة ..
البياضة .. المرخات .. المزرعة .. القلع .. الوطا .. المرج .. البرج .. البوابه .. الطاحون .. المؤسسة .. المقبرة .. الفرن .. المستوطف .. الجامع القديم .. الكشيفة .. القعادة .. الفيشه .. التنور .
أراضي الشماليه .. أراضي السلاطه .. أراضي الخندق .. اراضي القعاده ..المقعد .. جوزة أم عدنان .. الحارة الفوقانية .. ريف جمس .. دكان أم سامي .. دكان المختار ....حاكور الدوني .. حاكورة لجرن .. زاروب الهوى .. زواريب بيت غصن ..جورة المراب ..العين الصغيرة .. عين البيضا .. نبع كزيله .. نبع الحجي ..
عائلات قشبه ..فاتح ..
بالمناسبة ..
في اول أيام عيد الفطر تاريخ 8 أب 2013 قامت اللجان التشبيحيه على مرآى من عيون النظام ومسامعه بالهجوم على قرية قشبة وقتلت على الفور ..
الاطفال .. احمد حسين فاتح وعبدلله حسين فاتح .. وفاطمه علي فاتح وعبد الخالق احمد فاتح .. هؤلاء وجدوا بعد فترة في بئر من آبار القرية ..
بينما لا يعرف مصير هؤلاء المدنيين ..
رستم أحمد فاتح .. محمد رستم فاتح .. أحمد رستم فاتح .. مالك أحمد فاتح .. بهاء مالك فاتح ..غسان أحمد فاتح .. مهران غسان فاتح .. أسامة غسان فاتح .. حسام غسان فاتح ..حسين أحمد فاتح .. الطفل أحمد حسين فاتح .. الطفل عبد اللّٰه حسين فاتح قيس سامي فاتح .. محمد سامي فاتح .. كفاح سامي فاتح .. مجد نجدت فاتح .. خالد أحمد فاتح .. علي أحمد فاتح ..أحمد جمال فاتح .. محمد حسيب فاتح .. أحمد محمد فاتح .. أحمد عبد الباسط فاتح ..
حاتم أمجد فاتح .. أحمد أمجد فاتح .. يوسف أمجد فاتح ..